# 萬慶巖清水祖師廟
24°59′42″N 121°32′12″E / 24.995068150378394°N 121.53668082482879°E
萬慶巖清水祖師廟，是位於臺灣臺北市文山區景美溪旁的清水祖師廟，為安溪移民所建立。

## 歷史
臺灣清治時期，泉州安溪人利用淡水河水路，進入台北盆地拓墾，自淡水，沿關渡、大稻埕、艋舺、景尾、木柵、大坪林、新店由北向南發展。嘉慶、道光年間，他們迎艋舺清水祖師廟香火，於舊稱「溪仔口」（今景尾）的景美溪與新店溪交會口建立萬慶巖。
詳細創設年代已不可考，第一次正式記載在道光十一年（1831年），因土确厝建造的廟身遭大水沖垮而重建。早期緊鄰在該廟旁的就是渡船頭，往來商船可駛抵廟口石階，茶葉、日用百貨在此交易，街巿熱鬧，香火鼎盛。當時的景美溪河道深且直，每逢端午還可划龍舟，但日治時代後期，景美溪因河道泥沙淤積而改道，渡船頭遠離廟埕，陸路興起及萬新鐵路的建造，使得水路沒落。
1924年祖師廟廟埕遭沖毀，歷史文件遭浸泡腐蝕而棄置。戰後地址為萬慶街124號，為國有財產局所有的水利地。1975年4月，巿府開闢景福街而拆除該廟後殿，1977年至1979年間，地方士紳捐錢捐地，合力改建後殿完成。1984年6月3日水災，萬慶街西側路基及護岸蛇籠被景美溪洪流沖毀，廟埕也被洪流淘空而崩塌。幾經修築改建，建立防洪堤防保護。
馬英九擔任台北巿長期間，將廟地從水利地變更為宗教專用區。

## 文物
該廟內僅存的清朝古文物有四：一、道光十一年的黑面祖師公神像；二、刻有「道光戊戌年，弟子長未」字樣的石造香爐，前後兩側爐邊上方呈凹糟，使得爐上的刻字「道」字等被腰斬一半，係因磨刀石欠缺，附近居民於時刀拿來該爐上磨，以至爐邊形成平整的波浪狀；三、相傳是建廟前由安溪拖運來臺的「門開甘露」木製匾額，長一公尺半，高半公尺，厚四公尺；四、六根被拆除轉做圍牆用的橫樑。 

## 祭祀
以農曆正月六日為神明誕辰。廟方也會參加農曆十月十五日的景美集應廟遶境。